# Ferdinand Blumenthal

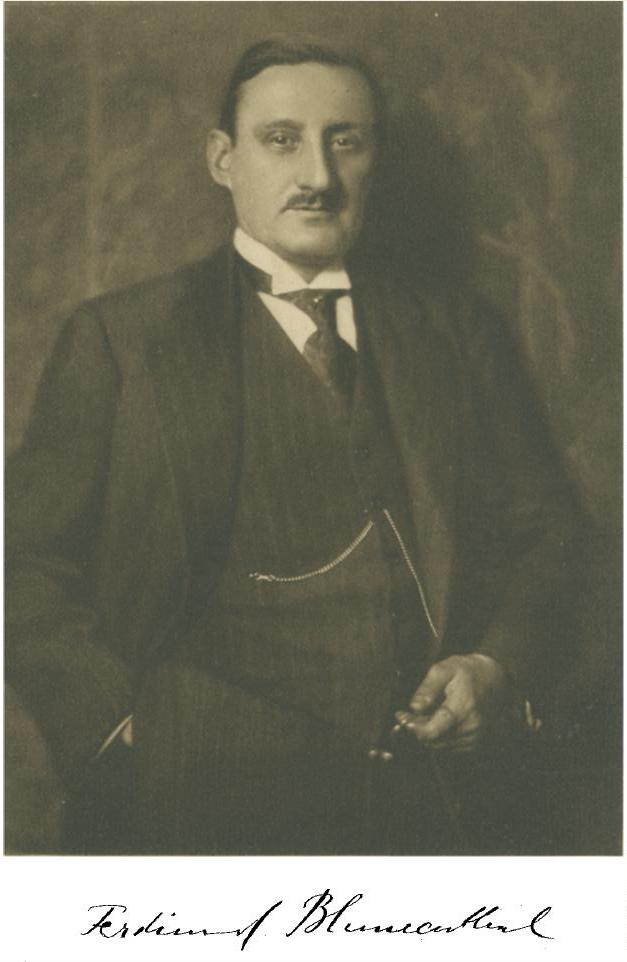
Ferdinand Blumenthal (1930)

Ferdinand Blumenthal (* 5. Juni 1870 in Berlin; † 5. Juli 1941 westlich von Narwa, Estland) war ein deutscher Onkologe, Leiter des Instituts für Krebsforschung an der Charité Berlin, Herausgeber der Zeitschrift für Krebsforschung und Generalsekretär des Deutschen Zentralkomitees zur Erforschung und Bekämpfung der Krebskrankheit e. V.

## Werdegang
Ferdinand Blumenthal wurde in Berlin als Sohn des Sanitätsrates Julius Blumenthal und seiner Frau Zerline, geb. Lesser, geboren. Blumenthal stammte aus einer jüdischen Familie; ein Bruder war der Dermatologe Franz Blumenthal, der 1933 in die USA emigrierte, die Schwester Katharina Buss-Blumenthal wurde am 31. August 1942 im KZ Auschwitz ermordet, der Bruder Hans Blumenthal wurde am 5. November 1942 in das Ghetto Theresienstadt deportiert und kam dort kurze Zeit später um.
Ferdinand Blumenthal studierte Medizin in Freiburg, Straßburg, Zürich sowie Berlin und promovierte 1895 in Freiburg zum Doktor der Medizin aufgrund seiner bereits vorher veröffentlichten Arbeit „Über den Einfluss des Alkalis auf den Stoffwechsel der Mikroben“, die auf seinen Untersuchungen bei Ernst Salkowski in der chemischen Abteilung am Institut für Pathologie an der Charité basierte. 1896 legte er das Staatsexamen ab und wurde Volontär-Assistent an der I. Medizinischen Klinik der Charité unter dem Direktorat Ernst Viktor von Leydens. Ende 1896 wurde der 26-jährige Blumenthal von der Charité-Direktion zum Oberarzt ernannt und erhielt 1897, nach dem Fortgang von Georg Klemperer, die wissenschaftliche Leitung des Laboratoriums. 1899 wurde er habilitiert und 1905 zum außerordentlichen Professor ernannt. Während des Ersten Weltkrieges sicherte Blumenthal den Bestand des Krebsforschungsinstituts durch private Mittel, danach erweiterte und modernisierte er es. Unter seiner Leitung wurde eine Strahlenabteilung (Jakob Tugendreich, Ludwig Halberstaedter), eine histologisch-hämatologische Abteilung (Hans Hirschfeld), eine chemische Abteilung (Arthur Lasnitzki, Otto Rosenthal), eine Abteilung für experimentelle Zellforschung (Rhoda Erdmann) sowie eine Abteilung für experimentelle Virusforschung (Ernst Fränkel) geschaffen.
Blumenthal wurde am 24. September 1933 durch die Nationalsozialisten zwangsemeritiert. Er emigrierte noch im selben Jahr über die Schweiz nach Jugoslawien. An der Belgrader Medizinischen Fakultät erhielt er eine Professur, die er im November 1933 antrat und die er bis Ende 1936 innehatte. Ab Anfang 1937 hielt er sich in Wien auf. Nach der Besetzung Österreichs durch die Wehrmacht wurde Blumenthal von der Gestapo drei Monate inhaftiert. Im Januar 1939 reiste er auf Einladung der albanischen Regierung nach Tirana. Im Frühjahr 1939 emigrierte er schließlich nach Estland (Reval / Tallinn), das im Juni 1940 von der Sowjetunion okkupiert wurde. Nach dem Einmarsch der Wehrmacht nach Estland im Juni 1941 wurde Blumenthal von der sowjetischen Administration interniert und mit seiner Ehefrau und seinen beiden Töchtern deportiert. Blumenthal starb während des Zugtransportes am 5. Juli 1941 durch einen deutschen Fliegerangriff westlich Narwas kurz vor Verlassen des estnischen Staatsgebietes. Seine Ehefrau und die Töchter Zerline und Hildegard wurden bei dem Angriff verletzt, ihr weiteres Schicksal ist unbekannt.

## Wirken
Blumenthal engagierte sich in hohem Maße, auch unter Verwendung eigener Finanzmittel, für den Erhalt und die Weiterentwicklung des Instituts für Krebsforschung an der Charité. Er vertrat frühzeitig eine interdisziplinäre Vorgehensweise und die Einrichtung von Tumorkonferenzen zur bestmöglichen Patientenbetreuung. Zudem plädierte er für eine multimodale Tumortherapie mit Operation, Bestrahlung und damals zur Verfügung stehenden Medikamenten. Die nachgehende Krebsfürsorge durch erfahrene Fürsorgerinnen war ihm ein wichtiges Anliegen. Wesentliche Impulse lieferte Blumenthal mit seiner Arbeit im „Deutschen Zentralkomitee zur Erforschung und Bekämpfung der Krebskrankheit e. V.“, der Vorläuferorganisation der deutschen Krebsgesellschaft, welche er jahrelang gemeinsam mit dem Internisten Friedrich Kraus leitete. Er war Herausgeber der Zeitschrift für Krebsforschung.

## Ehrungen
1897 verlieh ihm die Königin von Spanien aufgrund seiner wissenschaftlichen Leistungen das Ritterkreuz des Isabellen Ordens.

## Veröffentlichungen (Auszug)
- Über die Veränderung des Tetanusgifts im Thierkörper und seine Beziehung zum Antitoxin. Deutsche Medizinische Wochenschrift 24:185-188, 1889.
- Über den Stand der Frage der Zuckerbildung aus Eiweisskörpern. Deutsche Medizinische Wochenschrift 25:826-828, 1899.
- Innere Behandlung und Fürsorge bei Krebskranken. Zeitschrift für Krebsforschung 10: 134–148, 1911.
- Über die Rückbildung bösartiger Geschwülste durch die Behandlung mit dem eigenen Tumorextakt (Autovaccine). Zeitschrift für Krebsforschung 11:427-448, 1912.
- Bericht über die Fürsorgestelle für Krebskranke und Krebsverdächtige des Deutschen Zentralkomitees zur Erforschung und Bekämpfung der Krebskrankheiten. V. vom 1. Januar 1906 bis 31. Dezember 1910. Zeitschrift für Krebsforschung 11:156-166, 1912.
- Über die Rückbildung bösartiger Geschwülste durch die Behandlung mit eigenen Tumorextrakt (Autovaccine). Zeitschrift für Krebsforschung 11:427-448,1912
- Die chemisch-biologischen Vorgänge bei der Krebskrankheit. Zeitschrift für Krebsforschung 16: 58–74. 1917.
- mit Hans Auler, Paula Meyer: Über das Vorkommen neoplastischer Bakterien in menschlichen Krebsgeschwüren. Zeitschrift für Krebsforschung 21:387-410, 1923.
- Zum 25-jährigen Bestehen des Deutschen Zentralkomitees zur Erforschung und Bekämpfung der Krebskrankheit. Zeitschrift für Krebsforschung 22:97-107, 1925.
- Die Erforschung und Bekämpfung der Krebskrankheit, in: Archiv für Soziale Hygiene und Demographie 2 (1926/27) 521–524.
- Über Erzeugung von Tumoren mit Blut von Tumortieren. Zeitschrift für Krebsforschung 29:549-553, 1929.
- Ergebnisse der experimentellen Krebsforschung und Krebstherapie. Leiden 1934.